# 2 Dywizja Piechoty (Imperium Rosyjskie)

Twierdza Modlin: schemat przedstawiający rozmieszczenie głównych obiektów w 1915 (przedstawione są także obiekty obecnie nieistniejące)

2 Dywizja Piechoty (ros. 2-я пехотная дивизия) – związek taktyczny piechoty Imperium Rosyjskiego, w tym okresu działań zbrojnych I wojny światowej.

## Charakterystyka
Wchodziła w skład 23 Korpusu Armijnego, a jej sztab w 1914 mieścił się w Modlinie. W tym czasie dywizja etatowo posiadała cztery pułki po cztery bataliony oraz brygadę artylerii polowej z 6 bateriami po 8 dział. Doświadczenie zdobyte podczas walk na frontach I wojny światowej  skutkowało zmianami organizacyjnymi. Zimą z 1916 na 1917 rozpoczęto reorganizację dywizji piechoty. Zredukowano liczbę batalionów z 16 do 12 i zmniejszono liczbę dział polowych na mniej aktywnych odcinkach frontu.

## Skład
Organizacja w 1914
- 1 Brygada Piechoty (Modlin)
  - 5 Kałuski pułk piechoty (Modlin)
  - 6 Lipawski pułk piechoty (Modlin)
- 2 Brygada Piechoty (Jabłonna)
  - 7 Rewelski pułk piechoty (Pułtusk)
  - 8 Estoński pułk piechoty (Jabłonna)
- 2 Brygada Artylerii (Zgierz)